# إدواردو لوبوس
إدواردو لوبوس (بالإسبانية: Eduardo Lobos)‏ (30 يوليو 1981 بكوريكو في تشيلي - ) هو مدرب كرة قدم ولاعب كرة قدم سابق من تشيلي في مركز حراسة المرمى. شارك مع منتخب تشيلي تحت 20 سنة لكرة القدم ومنتخب تشيلي لكرة القدم. أما مع النوادي، فقد لعب مع أوداكس إيتاليانو وسانتياغو واندررز وكولو-كولو ونادي كريليا سوفيتوف سامارا ويونيون إسبانيولا وسان ماركوس دي أريكا ‏ ونادي كوبريسال.

## وصلات خارجية
- إدواردو لوبوس على موقع قاعدة بيانات كرة القدم.إي يو (الإنجليزية)
- إدواردو لوبوس على موقع ناشيونال فوتبول تيمز (الإنجليزية)
- إدواردو لوبوس على موقع Soccerway.com (الإنجليزية)
- إدواردو لوبوس على موقع AS.com (الإسبانية)